# Macropisthodon flaviceps
Macropisthodon flaviceps är en ormart som beskrevs av Duméril, Bibron och Duméril 1854. Macropisthodon flaviceps ingår i släktet Macropisthodon och familjen snokar. IUCN kategoriserar arten globalt som livskraftig. Inga underarter finns listade i Catalogue of Life.
Arten förekommer på södra Malackahalvön, Borneo, Sumatra och på flera mindre öar i regionen. Den lever i låglandet och i kulliga områden upp till 400 meter över havet. Habitatet utgörs av områden som liknar marskland. Macropisthodon flaviceps äter paddor och kanske andra smådjur.